# Kania Gostyń
Kania Gostyń – polski klub piłkarski z Gostynia, założony w 1923 roku. Pierwszym prezesem Klubu Piłkarskiego Kania Gostyń był Władysław Nawrocki. W sezonie 2025/2026 zespół występuje w wielkopolskiej grupie IV ligi.

## Historia klubu
13 maja 1923 roku w sali Michała Kaczmarka w Hotelu Victoria, na rynku w Gostyniu, założono pierwszy Klub Sportowy w mieście.
Spotkanie założycielskie zgromadziło mieszkańców Gostynia oraz pracowników cywilnych i wojskowych Powiatowej Komendy Uzupełnień. Powołano wówczas pierwszy zarząd klubu KS Kania Gostyń, którego członkami zostali: Władysław Nawrocki – prezes, Stefan Galiński – sekretarz, Paweł Worsztynowicz – skarbnik, Antoni Wunsch i Stanisław Kochowicz – członkowie zarządu. Klub prężnie się rozwijał aż do wybuchu II wojny światowej, poszerzając swoją działalność o sekcje siatkówki, koszykówki, lekkoatletyki, tenisa ziemnego oraz teatralną.
Utworzenie klubu było spełnieniem marzeń entuzjastów sportu w porozbiorowym Gostyniu. Już w 1925 roku Kania została przyjęta w grono klubów zrzeszonych. Dwa lata później, w 1927 roku, wybudowano boisko dla piłkarzy i lekkoatletów. Klub awansował do klasy „B” zaledwie po pięciu latach od rozpoczęcia rozgrywek, a pierwszy mecz w nowej lidze, z Ostrovią, zakończył się zwycięstwem Kani 4:1. Pomimo trudności, w 1934 roku drużyna ponownie awansowała do klasy „B”, z której spadła w 1935 roku. II wojna światowa przerwała dynamiczny rozwój klubu.
We wrześniu 1939 roku, w gronie obrońców Polski, znaleźli się sportowcy i działacze "Kani". Po przerwie spowodowanej wojną, klub został reaktywowany w październiku 1945 roku przy dużym zaangażowaniu przedwojennych członków. W 1946 roku drużyna Kani została oficjalnie zarejestrowana w Poznańskim Okręgu Piłki Nożnej i zdobyła tytuł mistrza klasy „C”. W latach 1947–1948 klub kontynuował swoją działalność, skupiając 206 członków i odnosząc znaczące sukcesy, zwłaszcza w piłce nożnej.
W latach pięćdziesiątych liczba członków "Kani" przekroczyła 300 osób. Niestety, kilka sekcji, takich jak kolarska i tenisa stołowego, z różnych powodów przestało istnieć, a próbowano tworzyć nowe. W latach sześćdziesiątych infrastruktura sportowa znacznie się poprawiła. 22 lipca 1961 roku większość sprzętu sportowego na nowym obiekcie w Gostyniu, w tym boisko piłkarskie, została oddana do użytku. Wiosną 1962 roku, po 11 latach wytrwałych zmagań, drużyna piłkarska awansowała do klasy „A”, pod wodzą trenera Stanisława Szymańskiego. Wówczas zaczęły się rodzić piłkarskie talenty w „Kani”, takie jak Czesław Wojciechowski i Kazimierz Marciniak, którzy zostali dostrzeżeni przez szkoleniowców z okręgu poznańskiego. Wojciechowski w 1963 roku dostał powołanie do młodzieżowej reprezentacji województwa poznańskiego, a Marciniak do reprezentacji juniorów.
W 1972 roku drużyna seniorów awansowała do klasy okręgowej. W roku jubileuszu 50-lecia klubu zanotowano wiele sukcesów, a seniorzy walczyli o pierwsze miejsce, a trampkarze zajęli trzecie w ogólnopolskich mistrzostwach młodzików. W 1976 roku drużyna seniorów sprawiła ogólnokrajową niespodziankę, kwalifikując się do 1/16 finału Pucharu Polski, gdzie przegrali 0:6 z pierwszoligowym Zagłębiem Sosnowiec.
Pod wodzą Jana Wabińskiego zespół z Gostynia w sezonie 1982/83 zdobył pierwsze miejsce w klasie okręgowej i zasłużenie awansował do III ligi. Niestety, po jednym sezonie w III lidze, pomimo ogromnego wysiłku piłkarzy i trenerów, zespół "Kani" musiał opuścić tę klasę rozgrywkową. W kolejnych latach, po grze w klasie okręgowej i zajęciu czołowej lokaty w 1987 roku, udało się awansować do klasy międzyokręgowej. W tej lidze drużyna z Gostynia grała do 1992 roku, kiedy to m.in. Andrzej Juskowiak rozwijał swój talent piłkarski w klubie.
W 1992 roku drużyna seniorów "Kani" została zdegradowana do klasy okręgowej po opuszczeniu klasy międzyokręgowej, jednak szybko zaczęła dominować w nowej kategorii. Zespół był prowadzony przez Czesława Wojciechowskiego, a młodzi piłkarze trenowani przez Jerzego Bajera, Andrzeja Rogalę i Leszka Krzyżostaniaka również odnosili sukcesy. Latem 1995 roku udało się ponownie awansować do III ligi. Rafał Naskręt, obiecujący piłkarz tego czasu, został powołany do kadry reprezentacji Polski U-17. Niestety, "Kania" nie utrzymała się w III lidze. W 1997/98 drużyna opuściła klasę międzyokręgową, zajmując 14. miejsce, i w sezonie 1998/99 ponownie zagrała w klasie okręgowej. Po dwóch kolejnych awansach, w sierpniu 2000 roku Kania Gostyń rozpoczęła sezon 2000/01 w IV lidze. Ten sezon był udany dla zawodników Jerzego Radojewskiego. Kania dotarła do finału Pucharu Polski na szczeblu OZPN Leszno. W 2002/03 sezonie Kania Gostyń zakończyła na czwartym miejscu w IV lidze. W tym samym sezonie doszła do finału Pucharu Polski OZPN Leszno, gdzie przegrała 1:2 z trzecioligową Obrą Kościan.
Po nieudanym sezonie 2003/04 trenerem drużyny "Łagrom Kani" Gostyń został Jurij Szatałow, zastępując Jerzego Radojewskiego. Zmiana ta była wynikiem porażki w finale Mistrzostw Powiatu Gostyńskiego z Koroną Piaski 0:1. Nowy trener zadebiutował trzy dni później w meczu ligowym z Olimpią Koło (4:0). Drużyna Jurija Szatałowa dominowała w rozgrywkach, kończąc sezon z dziesięciopunktową przewagą nad drugą w tabeli, Jarotą Jarocin. Pomimo problemów organizacyjno-finansowych, piłkarze "Kani" radzili sobie bardzo dobrze. W 2005 roku Kania zdobyła Puchar Polski OZPN Leszno, pokonując w finale Obrę Kościan 3:1. Zespół wygrał grupę południową IV ligi i czekał na baraże z Nielbą Wągrowiec o awans do trzeciej ligi. Kania wygrała pierwszy mecz 2:0, ale rewanż przyniósł dogrywkę, w której o awansie decydowały rzuty karne. Zawodnicy Kani nie zawiedli.
Sezon 2005/06 w III lidze rozpoczął się od remisu 2:2 z Turem Turek. W tle toczyły się sprawy organizacyjno-finansowe klubu, które stawały się coraz trudniejsze. W listopadzie 2005 roku Marek Cebulski zrezygnował z funkcji prezesa, a zastąpił go Andrzej Kaliszan. Sytuacja finansowa klubu nie uległa poprawie przez zimę. Klub wszedł w rundę rewanżową z długami. W czerwcu 2006 roku "Kania" wywalczyła awans do II ligi, po wygranej 3:0 z rezerwami Lecha Poznań. Jednak brak odpowiedniego budżetu i stadionu spowodował, że klub zdecydował nie przystąpić do rozgrywek II ligi. W sezonie 2006/07 Kania grała ponownie w III lidze, a trenerem został Janusz Kubot. Mimo kłopotów finansowych, zespół z Gostynia zakończył rundę jesienną na drugim miejscu w tabeli. Jednak wiosną drużyna miała problemy w lidze i ledwo utrzymała się w III lidze. W lipcu klub podjął decyzję o nieprzystąpieniu do sezonu 2007/08.
Po dwóch latach przerwy, w 2009 roku podjęto decyzję o przywróceniu seniorskiej piłki nożnej do Gostynia. Powrót ligi seniorów został gorąco przyjęty. Kania Gostyń zapewniła sobie awans do A-Klasy, triumfując 7:0 nad Promieniem Sarbinowo już na dwie kolejki przed zakończeniem sezonu. Klub słynął z wysokiego poziomu szkolenia, co zauważył Lech Poznań, podpisując 5 lutego 2010 roku umowę o współpracy w zakresie szkolenia zawodników grup młodzieżowych z UKS Kania Gostyń.
W sezonie 2010/11 drużynę prowadził Zbigniew Kordus, który od razu stał się faworytem do awansu. Niestety, mimo dobrego startu, Kania zakończyła kampanię na trzecim miejscu. W kolejnym sezonie, pod wodzą Zbigniewa Kordusa, zespół zapewnił sobie awans do klasy okręgowej na dwie kolejki przed końcem sezonu. Po awansie zespół miał apetyt na mistrzostwo, zwłaszcza z okazji obchodów 90-lecia klubu w 2013 roku. Niestety, mimo determinacji, Kania przegrała z PKS-em Racot, tracąc szansę na bezpośredni awans do IV ligi. Mimo prób w kolejnym sezonie, marzenia o awansie przepadły już po pierwszym meczu z Wartą Krzymów.
W następnym sezonie pod wodzą Krzysztofa Michalskiego, Kania Gostyń odniosła upragniony awans do IV ligi. Jednak przygoda w tej lidze była krótka, gdyż po jednym sezonie zespół spadł z powrotem do klasy okręgowej. W sezonie 2015/16, prowadzona przez Jędrzeja Kędziorę, drużyna dotarła do finału Pucharu Polski na szczeblu okręgowym, ale przegrała z Rydzyniakiem Rydzynią 1:2. Tytuł mistrza klasy okręgowej Kania zapewniła sobie na sześć kolejek przed końcem sezonu, zdobywając ligę z przewagą 25 punktów. W kolejnym sezonie, po reorganizacji ligi, Kania zajęła 13. miejsce i spadła do niższej klasy rozgrywkowej.
Od sezonu 2019/20 drużynę prowadzi obecny trener, Grzegorz Wosiak. W kampanii 2020/21 Kania Gostyń prawie awansowała do IV ligi, ale przegrała w finale baraży po rzutach karnych z Polonią Kępno.

## Stadion
Kania domowe mecze rozgrywa na Stadionie Miejskim w Gostyniu przy ul. Sportowej 1. Dane techniczne obiektu:
- pojemność: 2500 miejsc (1179 siedzących)
- oświetlenie: tak
- wymiary boiska: 105 m x 68 m
- rekordowa frekwencja: 3000 (Kania 3:0 Lech II Poznań, 3 czerwca 2006, III liga)[7]

## Sukcesy
- 4 sezony w III lidze: 1983/1984, 1995/1996, 2005/2006, 2006/2007,
- 1/16 finału Pucharu Polski w sezonie 1976/1977 (przegrana z I-ligowym Zagłębiem Sosnowiec),
- 1. miejsce w tabeli grupy 2. III ligi po rundzie wiosennej sezonu 2005/2006, awans do II ligi (11 lipca 2006 zarząd klubu zadecydował o niezgłaszaniu drużyny do rozgrywek II ligowych).
- zdobycie Pucharu Polski – okręg Leszno w sezonie 2022/2023 oraz 2024/2025[8].